# Khao Chaison
Khao Chaison (em tailandês: อำเภอเขาชัยสน) é um distrito da província de Phatthalung, no sul da Tailândia. É um dos 11 distritos que compõem a província. Sua população, de acordo com dados de 2012, era de 43 789 habitantes, e sua área territorial é de 268 km².